# Clitias

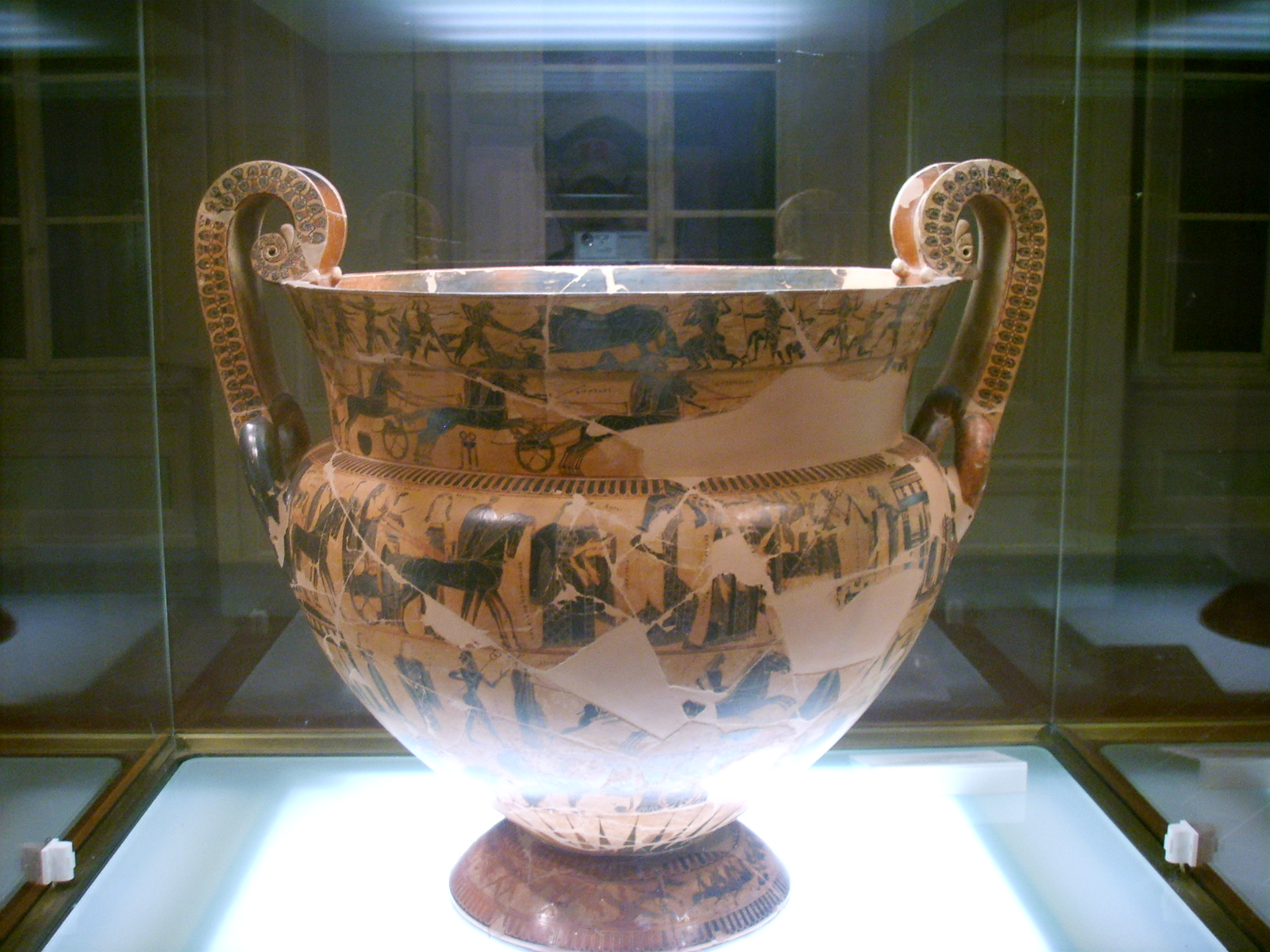
Vaso François pintado por Clitias.

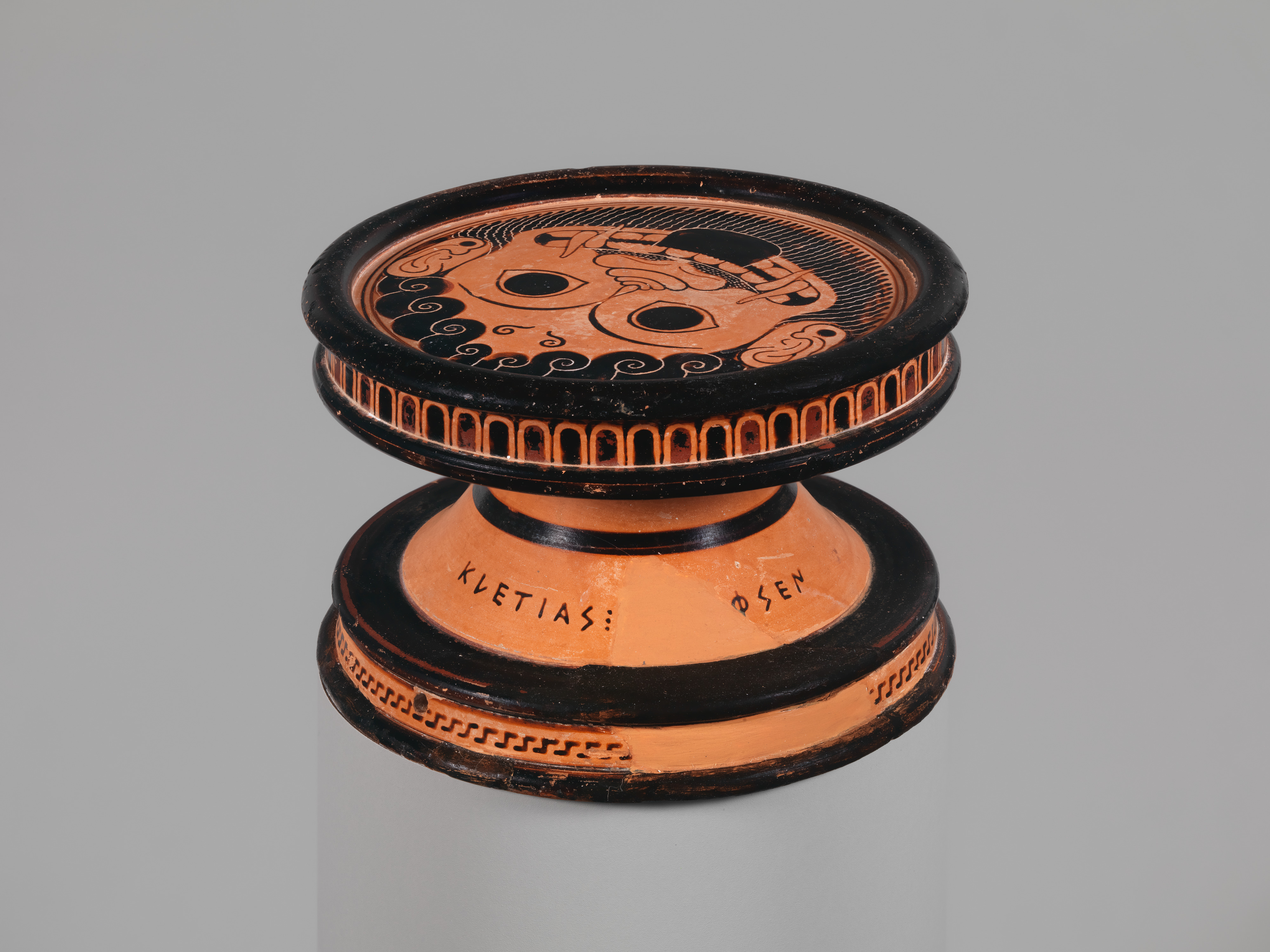
Firma de Clitas, «Kle(i)tias pintó», en el pedestal que él pintó y Ergótimos fundió, c. 570 a. C., Museo Metropolitano de Arte, Nueva York.

Clitias ((en griego antiguo: Κλειτίας, en sus firmas Κλετίας, o Κλιτίας) fue un pintor de vasos griegos de cerámica ática de figuras negras de Atenas que floreció en torno al 570 a. C. - 560 a. C.
Maestro ateniense de la pintura de figuras negras temprana, es conocido por cinco vasos, dos copas y varios fragmentos de copa. En todos los casos, menos en uno de los vasos, aparece la firma de Clitias como pintor y Ergótimos como alfarero. Basándose en su estilo, se le han atribuido también otros fragmentos. Por su estilo, se le atribuyen también otras pinturas sin firmar en recipientes más pequeños o en fragmentos cerámicos. Se caracteriza por la precisión en las incisiones y la limpidez del tono oscuro del miniaturismo, difícil de encontrar en otros artistas de la época. Sus pinturas, a pesar de algunos rasgos arcaicos (contornos cuadrados, ojos de perfil), evidencian una gran precisión gráfica. Clitias y el alfarero Ergótimos formaron, al parecer, un importante dúo creativo, cuyos productos se exportaron hasta Etruria.
Su obra más elaborada (con su firma ΚΛΙΤΙΑΣ ΕΓΡΑΦΣΕΝ – «Clitias la pintó») es una gran crátera de volutas de figuras negras llamada el "Jarrón de François" (datada en el 570 a. C., es la crátera de voluta ateniense más antigua) que lleva el nombre de su descubridor Alessandro François, quien la descubrió en 1844 en una tumba etrusca cerca de Chiusi (en Toscana). Esta crátera de sesenta y seis centímetros de altura (que es el orgullo del museo florentino, Museo Arqueológico Nacional de Florencia, 4209) mide unos dos metros en su circunferencia máxima y su decoración, dispuesta en bandas (hasta siete bandas horizontales), representa hasta doscientas figuras, que pueden identificarse gracias a las inscripciones. Las historias representadas en el vaso representan una especie de "enciclopedia de la mitología griega", que representa la caza del jabalí de Calidón, las hazañas de Teseo, episodios de la guerra de Troya, incluidas las carreras de carros en los juegos funerarios por el difunto Patroclo, Aquiles atacando a Troilo en las puertas de Troya y Áyax el Grande cargando al muerto Aquiles, también hay una lucha entre los lápitas y los centauros, la procesión de los dioses en la boda de Peleo y Tetis, el regreso de Hefesto al Olimpo, la batalla de los pigmeos y las grullas, así como la esfinge, los grifos o las gorgonas.